# Manuela Obrador Narváez
Manuela del Carmen Obrador Narváez (Palenque, Chiapas; 12 de junio de 1971) es una política, economista y docente mexicana, miembro del partido Morena. Desde el 1 de septiembre de 2018 se desempeña como diputada federal por el Distrito 1 de Chiapas al Congreso de la Unión.

## Biografía

### Estudios y formación
Manuela Obrador Narváez es licenciada en economía. Ha ejercido la docencia en materias como Contabilidad de Sociedades, Control de Calidad, Crédito y Cobranza y Estructura Socioeconómica de México. Es prima hermana del expresidente de México, Andrés Manuel López Obrador.

## Carrera política
De 1994 a 1995 laboró en el Consejo Estatal Electoral de Chiapas en Tenejapa, como responsable de cómputo distrital y técnica en seguimiento y capacitadora electoral; de 2000 a 2003 fue jefa del departamento administrativo del Programa Fideicomiso Fondo 95 de la Procuraduría Agraria y de 2004 a 2012 jefa de Oficina de Pagos de la Secretaría de Educación Pública. De 2012 a 2014 fue directora de Hacienda en el gobierno del municipio de Palenque, Chiapas.
En 2014 fue miembra fundadora del Movimiento Regeneración Nacional, en donde fue consejera nacional, enlace distrital y candidata a diputada federal por primera ocasión en las elecciones federales de 2015, aunque no obteniendo el escaño. 

### Diputada federal (2018-2024)
En 2018 fue nuevamente postulada por segunda ocasión candidata a diputada federal por la coalición Juntos Haremos Historia; fue electa por el Distrito 1 de Chiapas a la LXIV Legislatura, para el periodo 2018-2021. En la Cámara de Diputados se desempeñó como secretaria de la comisión de Infraestructura e integrante de las comisiones de Asuntos Frontera Sur y de Energía. Fue reelegida para un segundo mandato como diputada federal, al obtener el 70.93% de los votos, en las elecciones federales de 2021.